# کونامی
شرکت‌سهامی گروه کونامی (به ژاپنی: コナミホールディングス株式会社) که معمولاً با عنوان کونامی شناخته می‌شود، شرکت خوشه‌ای ژاپنی توسعه‌دهنده گونه‌های بی‌شماری اسباب‌بازی، کارت تجاری، انیمه، توکوساتسو، دستگاه‌های قمار و آرکید همچنین توسعه‌دهنده و ناشر بازی‌های ویدئویی می‌باشد. این شرکت همچنین در زمینهٔ باشگاه‌های سلامتی و آمادگی جسمانی در ژاپن فعالیت می‌کند.
کونامی به سبب خلق مجموعه بازی‌های ویدئویی از جمله متال گیر سالید، سایلنت هیل، کسلوانیا و فوتبال تکاملی حرفه‌ای شناخته شده‌است. این هلدینگ در مارس سال ۱۹۶۹ به عنوان تعمیر و اجاره دهنده دستگاه جوک‌باکس جهت پخش موسیقی در تویوناکا، اوساکا تأسیس شد. نام کونامی از به هم پیوستن نام‌های کا گِماسا کوزوکی (رئیس هیئت مدیره)، یوشینوبو ناکاما، تاتوسومی ئاساکو (در نظریه دیگری هیرو ماتسودا و شوکیچی ایشیهارا)
بازی ها :
پس ۲۰۱۳
پس ۲۰۱۴
متال گیر سالید ۵ : فانتوم پِین ( ۲۰۱۵ )
پس ۲۰۱۵
پس ۲۰۱۶
پس ۲۰۱۷
پس ۲۰۱۸
پس ۲۰۱۹
پس ۲۰۲۰
پس ۲۰۲۱
ئی فوتبال ۲۰۲۲
ئی فوتبال ۲۰۲۳
ئی فوتبال ۲۰۲۴
متال گیر سالید ۳ : اسنیک ایتر (۲۰۲۴)
سایلنت هیل ۲ ریمیک ( ۲۰۲۴ )